# Pentlanditcsoport
A pentlanditcsoport a II.Szulfidok és rokon vegyületek ásványosztályban a szabályos kristályrendszerben előforduló ásványokat tartalmazza.  A csoport ásványai fémekben gazdagok.
Általános képletük: AB8S8, ahol:
- A= Ag, Cd, Co, Fe, Mn, NI, Pb és
- B= Co, Cu, Fe, Ni lehet.

Forgó kemencében már viszonylag alacsony hőmérsékleten beindul az oxidációs önfentartó reakció, így pörkölés segítségével a kohászatban káros kén eltávolítható. Az eltávolított kén egyéb ipari folyamatokban hasznosítható (pl: kénsavgyártásban).

## A pentlanditcsoport ásványai
- Argentopentlandit.  AgFe2+6Ni2S8.
- Sűrűsége:  4,66 g/cm³.
- Keménysége: 3,5  (a Mohs-féle keménységi skála szerint).
- Színe: bronzbarna.
- Fénye: fémfényű.
- Átlátszósága:  átlátszatlan.
- Pora:  vörösesbarna.
- Kémiai összetétele:
- Ezüst (Ag) =13,2%
- Vas (Fe) =41,0%
- Nikkel (Ni) =14,4%
- Kén (S) =31,4%

- Geffroyit.  (Ag,Cu,Fe)9(Se,S)8.
- Sűrűsége:  5,18 g/cm³.
- Keménysége: 2,5  lágy ásvány(a Mohs-féle keménységi skála szerint).
- Színe: bronzbarna.
- Fénye: fémfényű.
- Átlátszósága:  átlátszatlan.
- Pora:  nincs adat.
- Kémiai összetétele:
- Ezüst (Ag) =43,4%
- Réz (Cu) =12,8%
- Vas (Fe) =3,7%
- Szelén (Se) =35,3%
- Kén (S) =4,8%

- Kobaltpentlandit.  Co9S8. (Néha nikkel és vas szennyezi.)
- Sűrűsége:  5,27 g/cm³.
- Keménysége: 4,5-5,0  (a Mohs-féle keménységi skála szerint).
- Színe:sárga.
- Fénye: fémfényű.
- Átlátszósága:  átlátszatlan.
- Pora:  nincs adat.
- Kémiai összetétele:
- Kobalt (Co) =67,4%
- Kén (S) =32,6%

- Mangánshadlunit.  (Mn2+,Pb)(Cu,Fe)8S8.
- Sűrűsége:  4,44 g/cm³.
- Keménysége: 4,0  (a Mohs-féle keménységi skála szerint).
- Színe: sárga.
- Fénye: fémfényű.
- Átlátszósága:  átlátszatlan.
- Pora:  nincs adat.
- Kémiai összetétele:
- Mangán (Mn) =4,9%
- Ólom (Pb) =6,1%
- Réz (Cu) =45,2%
- Vas (Fe) =13,3%
- Kén (S) =30,5%

- Miassit.  Rh17S15. (Kémiai összetételében azonos: Praossit)
- Sűrűsége:  7,35 g/cm³.
- Keménysége: 5,0-6,0  (a Mohs-féle keménységi skála szerint).
- Színe: szürke.
- Fénye: fémfényű.
- Átlátszósága:  átlátszatlan.
- Pora:  nincs adat.
- Kémiai összetétele:
- Ródium (Rh) =78,4%
- Kén (S) =21,6%

- Palladseit.  Pd17Se15.
- Sűrűsége:  8,3 g/cm³.
- Keménysége: 4,5-5,0  (a Mohs-féle keménységi skála szerint).
- Színe: fehér.
- Fénye: fémfényű.
- Átlátszósága:  átlátszatlan.
- Pora:  nincs adat.
- Kémiai összetétele:
- Palládium (Pd) =60,4%
- Szelén (Se) =39,6%

- Pentlandit.  (Fe2+,Ni)9S8.

- Shadlunit.  (Pb,Cd)(Fe2+,Cu)8S8.
- Sűrűsége:  4,61 g/cm³.
- Keménysége: 4,0  (a Mohs-féle keménységi skála szerint).
- Színe: bronzbarna.
- Fénye: fémfényű.
- Átlátszósága:  átlátszatlan.
- Pora:  világosbarna.
- Kémiai összetétele:
- Ólom (Pb) =17,2%
- Kadmium (Cd) =3,1%
- Vas (Fe) =37,2%
- Réz (Cu) =14,1%
- Kén (S) =28,4%